# 대한민국 상법 제347조
대한민국 상법 제347조는 전환주식발행의 절차에 대한 상법 회사법의 조문이다.

## 조문
第347條 (轉換株式發行의 節次) 제346조의 경우에는 주식청약서 또는 신주인수권증서에 다음의 사항을 적어야 한다. <改正 1984.4.10., 2011.4.14.>
1. 株式을 다른 種類의 株式으로 轉換할 수 있다는 뜻
2. 轉換의 條件
3. 轉換으로 因하여 發行할 株式의 內容
4. 전환청구기간 또는 전환의 기간